# Malcolm IV.
Malcolm IV. (1141 – 9. prosince 1165), král Skotska (Alby), byl nejstarším synem Jindřicha, hraběte z Northumbrie, a jeho ženy Ady. Na skotský trůn nastoupil po svém dědovi Davidovi I. Byl oceňován pro náboženskou horlivost, rytířskost a válečné schopnosti. Po dobu kdy vládl se, však potýkal se zdravotními problémy a zemřel ve věku 24 let jako svobodný mládenec.
Jeho otec Jindřich zemřel náhle roku 1152 v Northumbrii. Tu jeho otec David připojil, po smrti Jindřicha I., ke Skotsku. Jindřichova smrt přinutila Davida jmenovat Malcolma svým nástupcem a jeho regentem určit Donnchada, správce Fife.
David zemřel 23. května 1153 a Malcolm byl ve věku dvanácti let korunován 27. května ve Scone. Korunovace se konala ještě před Davidovým pohřbem, protože o trůn se ucházeli i jiní. Prvním vojenským střetem jeho vlády v listopadu 1153 bylo odražení útoku od jeho souseda Somerleda of Argylla. Ten byl brzy zaměstnán sporem s Olafsonem z Manu a tak vůči Malcolmovi neuspěl.
Malcolm byl králem Skotska, ale také zdědil hrabství Northumbrie. Tu věnoval svému bratrovi Vilémovi, zatímco pro sebe si ponechal Cumbrii. Jako majitel panství v Anglii byl povinen slíbit věrnost anglickému králi, což plánoval udělat roku 1157 v Chesteru. Jindřich II. s tím odmítl souhlasit a místo Northumbrie skotskému králi věnoval hrabství Huntingdon.
Malcolm se k Jindřichovi připojil při jeho tažení do Francie roku 1159. Po svém návratu do země roku 1160 musel vzdorovat vzpouře několika šlechticů, kterou při tažení na sever do Galloway potlačil.
V době před slibem věrnosti Jindřichovi v červenci 1163 Malcolm v Doncasteru onemocněl. Poté, co potlačil vzpouru a urovnal vztahy s Jindřichem, byl jeho jediným soupeřem Somerled. Ten roku 1164 v čele velké armády zaútočil na Glasgow. Při jeho obléhání Somerled i jeho syn padli. Malcolm zemřel 9. prosince 1165 v Jedburghu.